# Step Abakański
Step Abakański lub po prostu abakan (ru: Абаканская степь) – znajdujący się w azjatyckiej części Rosji (Chakasja)  w Kraju Krasnojarskim fragment Kotliny Minusińskiej, na lewym brzegu rzeki Abakan i Jenisej.
Granice stepu wyznaczają:
- od zachodu Góry Abakańskie;
- od północnego zachodu Ałatau Kuźniecki.

Step charakteryzuje się głównie powierzchnią równinną, a na zachodzie pagórkowatą, gdzie wysokość wzniesień sięga 500 m n.p.m. Występują tu liczne jeziora. Występuje tu klimat umiarkowany, chłodny, kontynentalny. Roczne sumy opadów wynoszą 300–400 mm. Nawadnianie następuje przy udziale rzeki Abakan.
Naturalną trawiastą roślinność stepową w dużej części zastąpiły pola orne, gdzie uprawiana jest pszenica, owies i buraki cukrowe. Hoduje się tu bydło i owce. Eksploatuje się złoża węgla kamiennego. Główne ośrodki to: Abakan, Czernogorsk. Mimo zmian o charakterze antropomorficznych nadal znaczną część stepu porasta roślinność naturalna, głównie zbiorowiska  piołunowo-kostrzewowe.
Znajdują się tutaj nekropole z epoki brązu kultur minusińskich datowane na XIII-XIX wiek p.n.e., a także zabytki z epoki żelaza z VII-II wieku p.n.e. W pobliżu miasta Abakan w latach 40. odkryto staro-mongolską lub starochińską budowlę, prawdopodobnie o pałacowym przeznaczeniu.